# Кирхерт, Вернер
Вернер Кирхерт (нем. Werner Kirchert; 4 октября 1906, Галле, Германская империя — 10 декабря 1987, Айторф, ФРГ) — немецкий врач, оберштурмбаннфюрер СС, руководящий медик инспекции концлагерей.

## Биография
Вернер Кирхерт родился 4 октября 1906 года в семье директора школы. Посещал городскую классическую гимназию в Галле и окончил её в 1927 году. С 1927 по 1929 год изучал метеорологию, а позже медицину. 8 декабря 1933 года сдал государственный экзамен обучение и 28 декабря 1934 года получил апробацию. В том же году защитил диссертацию на тему «Дифференциальная диагностика хлором и сипатагониомов». 5 января 1935 года получил докторскую степень по медицине.
1 ноября 1933 года был зачислен в ряды СС (№ 254540). 1 мая 1937 года вступил в НСДАП (билет № 5020760). С 1 июня 1936 года был врачом в концлагере Заксенбург. В 1937 году стал врачом в концлагере Дахау и был переведён оттуда в ноябре 1937 года в концлагерь Бухенвальд, где занял пост главного врача. Бывший узник Бухенвальда Ойген Когон охарактеризовал его как «одного из самых худших врачей в лагере». С 1 мая 1937 года был заместители руководителя 1-го санитарного отделения СС отрядов «Мёртвая голова» в Верхней Баварии, а с 1 ноября 1937 года возглавлял 1-е санитарное отделение СС «Мёртвая голова» в Тюрингии. 1 декабря 1938 года был переведён в берлинскую психиатрическую клинику Шарите. В 1939 году отказался от должности директора нацистского центра эвтаназии в замке Графенек. По предложению Кирхерта этот пост занял его бывший одноклассник Хорст Шуман.
В октябре 1939 года был переведён в дивизию СС «Мёртвая голова», где возглавил 2-ю санитарную роту. С 1 апреля 1940 года служил главным врачом в инспекции концлагерей. В августе 1940 года вернулся в ряды дивизии СС «Мёртвая голова», в состав которой воевал до февраля 1941 года. В мае 1941 года был назначен личным представителем имперского министра здравоохранения Леонардо Конти. В начале января 1943 года занял пост главного врача в Главном управлении имперской безопасности, а затем — заместителя руководителя криминально-биологического института имперской уголовной полиции. С 17 сентября 1943 года был руководящим врачом при Высшем руководителе СС и полиции на Эльбе. С середины ноября 1944 года служил врачом в айнзацгруппе H в Прессбурге.

### После войны
По окончании войны был интернирован в лагере под Айхштеттем. 16 ноября 1948 года денацификационной палатой в Нюрнберге был отнесен к категории главных преступников и приговорён к 10 годам трудовых лагерей, изъятию имущества, потере права на получение пенсии, потере активного и пассивного избирательного права и ограничению места проживания. 10 сентября 1952 года по обвинению в убийствах судом присяжных в Мюнхене был приговорён к 3 годам и 6 месяцам заключения, однако 27 марта 1953 года приговор был отменён Федеральным верховным судом ФРГ. На новом судебном заседании 11 июня 1953 года был осуждён на 4,5 года лишения свободы с учётом 18 месяцев предварительного заключения. Поражение в правах было отменено. После освобождения стал управляющим фирмы O.W.G-Chemie в Киле. Предварительное расследование, возбуждённое прокуратурой Вюрцбурга в 1995 году, после смерти Кирхерта было прекращено.